# Louis Wagner
Pour les articles homonymes, voir Wagner.
Louis Wagner, né le 5 février 1882 au Pré-Saint-Gervais et mort le 13 mars 1960 à Montlhéry, est un pilote automobile et d'avion français, actif en course sur quatre roues entre 1903 et 1927.

## Biographie
À la fin du XIXe siècle, il travaille comme mécanicien pour Léon Bollée (fils d'Amédée), puis il est embauché en 1900 par Darracq où son talent s'exerce essentiellement sur les voiturettes de la marque, pour laquelle il court de 1903 à 1907, participant ainsi au Paris-Madrid de 1903 sur une 80HP (30e). En 1904, il obtient le kilomètre départ arrêté du Meeting d'Arras, sur Darracq. Il remporte le Circuit des Ardennes en 1905, en catégorie voiturettes, et la même année, il est troisième de classe avec ce type de véhicule Darracq dans le Paris-Madrid, lorsque la course est arrêtée d'autorité à Bordeaux. En juillet, il gagne la Coupe de Caters à Doullens (500 mètres en côte), puis il bat le record du monde des 10 kilomètres à Ostende, grâce à sa Darracq des éliminatoires de la coupe Gordon Bennett. En août, il gagne encore le Circuit des Voiturettes du circuit des Ardennes, et il bat deux jours après le record du monde des 100 kilomètres, avec la voiture.
Wagner est notamment connu pour avoir remporté la troisième édition de la Coupe Vanderbilt sur Darracq en 1906, la première édition du Grand Prix des États-Unis sur Fiat en 1908 à Savannah (il y participe en 1908, 1909 et 1910) où il signe sur le circuit le record mondial du mille départ lancé en 1908, à 90 mph (145 km/h) et la première édition du Grand Prix de Grande-Bretagne sur Delage en 1926 (au circuit de Brooklands, avec Robert Sénéchal). Le 19 mai 1908, il remporte la catégorie II (alésage de 107  à   130 mm) sur Fiat toujours comme pilote d'usine lors de la course Saint-Pétersbourg-Moscou mais laisse la victoire finale à Victor Hémery sur une plus puissante Benz de catégorie I. En juin 1912, Wagner finit deuxième du Grand Prix de l'ACF sur Fiat S74 (derrière Georges Boillot et sa Peugeot), puis il récidive à la même place en juillet 1914 , à la veille de la Première Guerre mondiale, cette fois sur une Mercedes comme pilote officiel de Daimler AG.
Louis Wagner obtient son brevet de pilotage aérien en 1910 et décroche de nombreux premiers prix lors de son premier meeting à Budapest. Au 2e meeting de Champagne, il obtient le grand prix de vitesse sur monoplan Hanriot dont il est chef pilote d'essai. En 1910, il est présent au meeting de Bournemouth lors du crash fatal de Charles Rolls. Cependant, fin 1910, il abandonne sa carrière de pilote d’avion pour reprendre la course automobile.
Après-guerre, il dispute les 500 miles d'Indianapolis 1919 sur une Ballot, dessinée par Ernest Henry (abandon, roue cassée).
En 1921, il termine troisième du premier Grand Prix d'Italie avec le constructeur Fiat auprès duquel il a repris du service, sur le modèle 802: avec Jules Goux et Jean Chassagne; il réalise un triplé français inédit pour cette innovante épreuve nationale transalpine. En 1922, la quarantaine désormais entamée, il court pour Rolland-Pilain où il retrouve son ami Victor Hémery, puis après une saison vierge, il se classe deuxième en Italie (à Monza) et quatrième en France (sur Alfa Romeo P2).
En 1925, Wagner finit encore deuxième de la Targa Florio, sur Peugeot 174S 4,0 l, deuxième lors du Grand Prix de l'ACF associé à Paul Torchy sur une 2LCV d'usine, ainsi que sixième des 24 Heures du Mans.
En 1926, il remporte le premier RAC Grand Prix (le GP de Grande-Bretagne) aux côtés de Robert Sénéchal sur Delage 155B, ainsi que le GP de La Baule avec la Delage 2LCV (à 44 ans). En 1927 il abandonne alors qu'il dispute le GP de l'ACF sur une Talbot 700. Il a alors 45 ans et vient de disputer son dixième Grand Prix de l'ACF (1906, 1907, 1908, 1912, 1914, 1921, 1922, 1924, 1925 et 1927) en obtenant trois deuxième places (1912, 1914, et 1925).
Atteint d'un diabète, il doit être amputé d'une jambe gagnée par une tuberculose osseuse durant les années 1950, alors qu'il est devenu le directeur de l'autodrome de Linas-Montlhéry après y avoir enseigné la conduite, lieu où il décède.

## Victoires en courses de côte
- Course de côte de Doullens (nord d'Amiens) en 1905 (2e édition), sur Darracq 80 hp
- Coupe de Caters (Doullens) en 1905, sur Darracq 80 hp (Automobile Club du Nord)
- Course de côte de Thiers des Crichtons (Liège) en 1905, sur Darracq 80 hp
- Coupe de Caters (Mont Lombert, Boulogne-sur-Mer) en 1906, sur Darracq 100 hp[8]

## Galerie

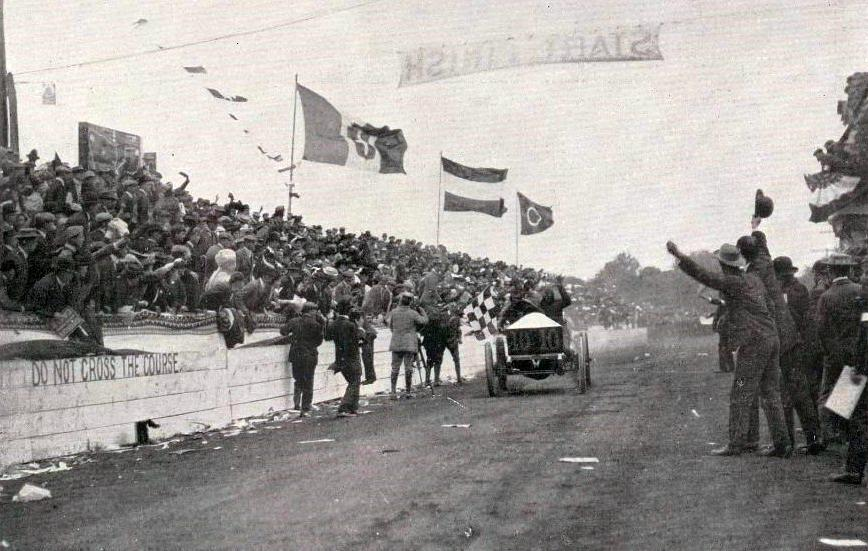
Louis Wagner, sur Darracq, vainqueur de la Coupe Vanderbilt 1906.
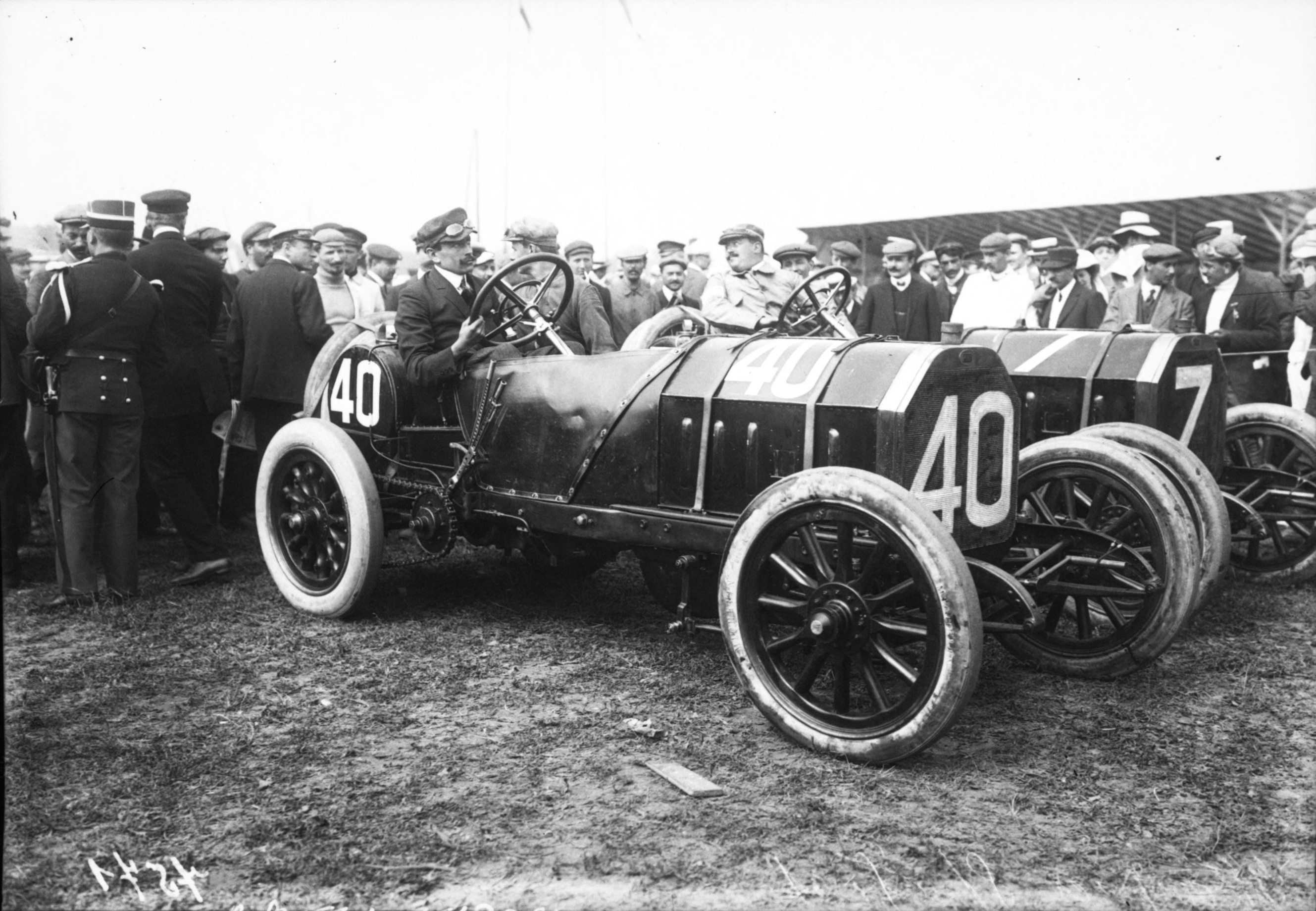
Louis Wagner sur Fiat au Grand Prix de France 1908 à Dieppe.
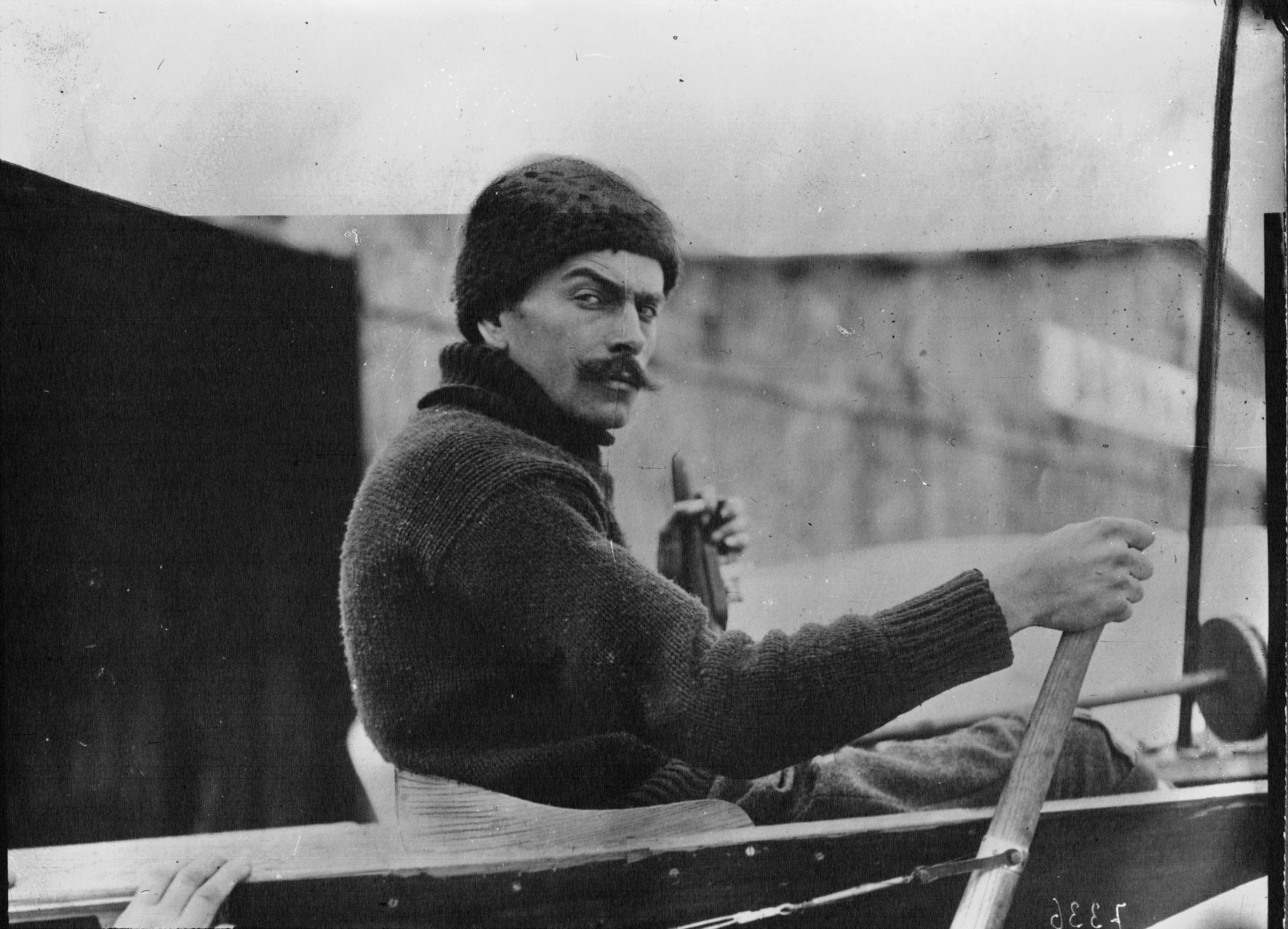
Photo de Louis Wagner au manettes d'un avion. 2e semaine aéronautique de Champagne (en 1910).
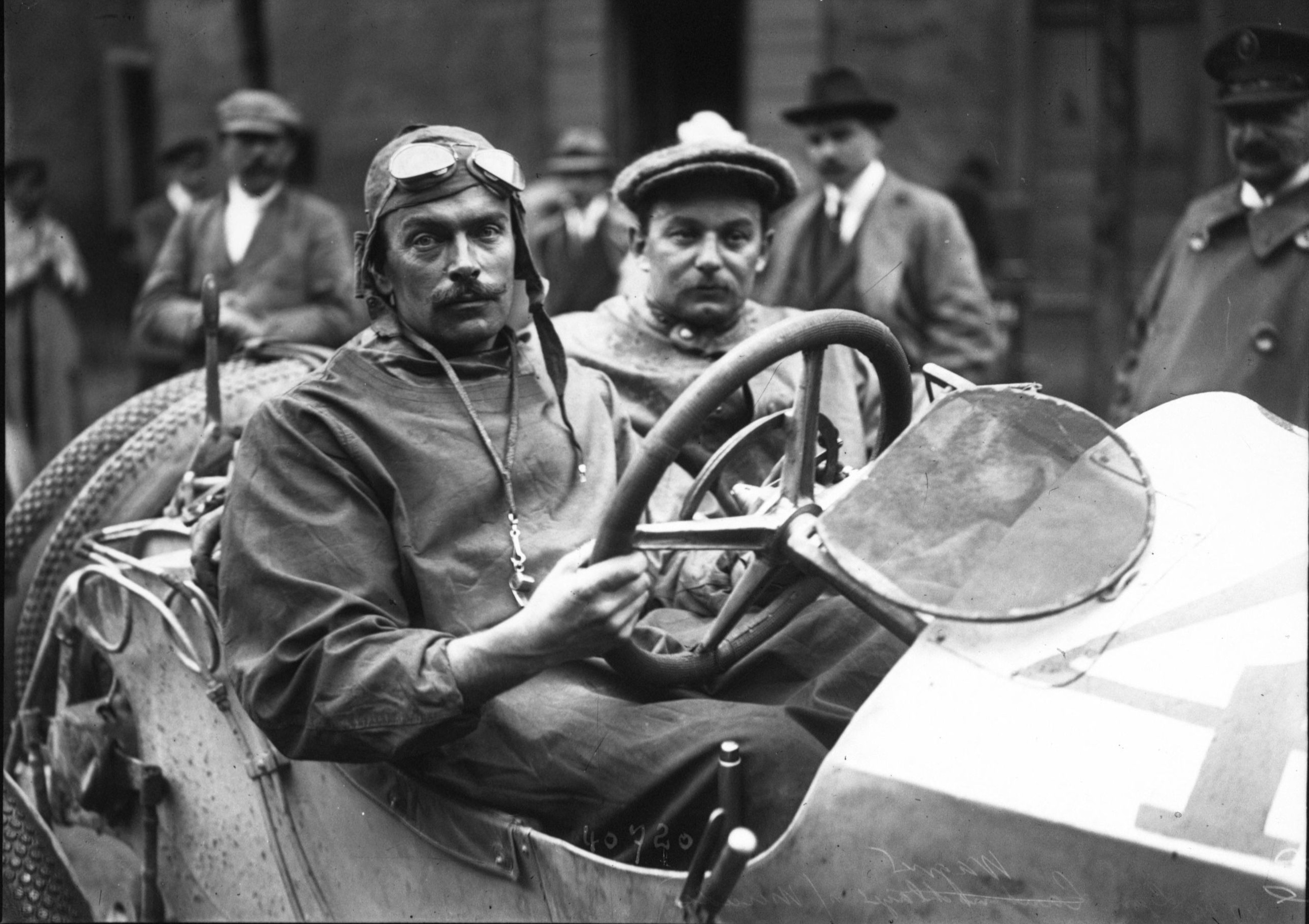
Louis Wagner au Grand Prix de France en 1914.
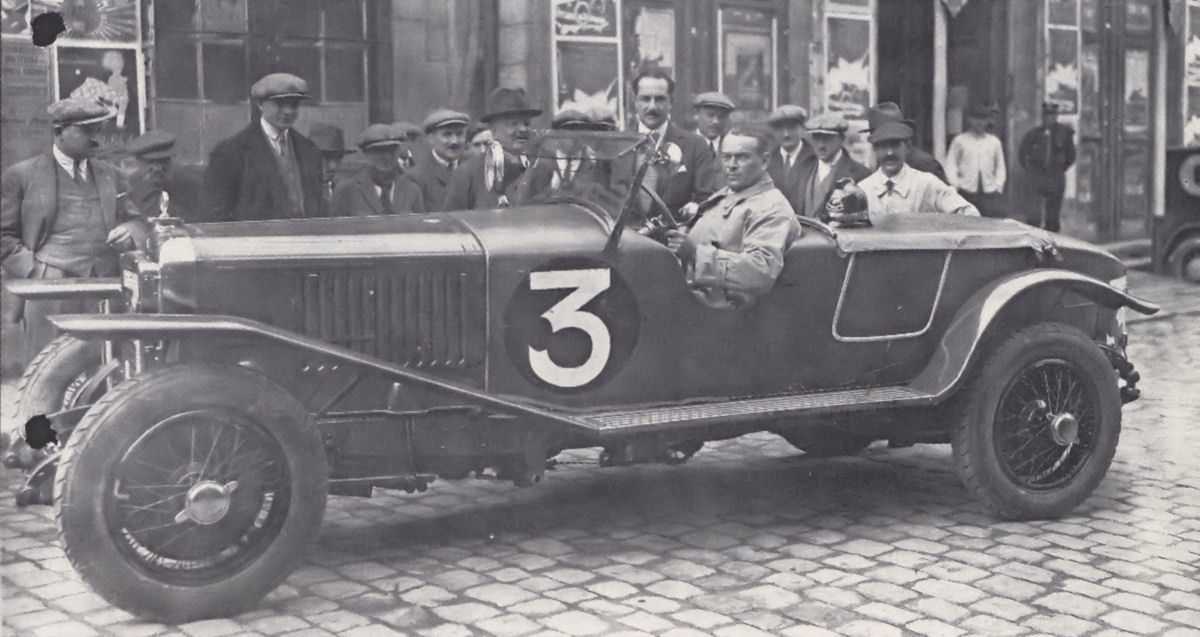
Louis Wagner au volant d'une Peugeot 174S pour les 24 Heures du Mans 1926